# Filosofía analítica
La filosofía analítica es una corriente filosófica desarrollada a principios del siglo XX a partir de las obras de Gottlob Frege, Bertrand Russell, George Edward Moore, varios miembros del Círculo de Viena y Ludwig Wittgenstein, entre otros. Por extensión, la filosofía analítica también se refiere al desarrollo filosófico posterior influenciado por estos autores, y que prevalece con particular hegemonía dentro de la esfera académica anglosajona (sobre todo en Estados Unidos, Reino Unido, Canadá, Australia y Nueva Zelanda) y los países escandinavos, donde la gran mayoría de los departamentos universitarios de filosofía se identifican como departamentos «analíticos». El término generalmente se refiere a una amplia tradición filosófica.
La filosofía analítica se desarrolló principalmente en el mundo anglosajón y debe su nombre al énfasis que al principio puso en el análisis del lenguaje por medio de la lógica formal. En la segunda mitad del siglo, sin embargo, la filosofía analítica se dejó de centrar sólo en el lenguaje, y la unidad de la tradición recayó en la exigencia de claridad, en el rigor de la argumentación lógica y la justificación misma de lo que se plantea, en la atención a los detalles, el respeto a las ciencias naturales, y la desconfianza hacia los grandes sistemas filosóficos.

## Características
Muchos filósofos e historiadores han intentado definir o describir la filosofía analítica. Estas definiciones a menudo incluyen un énfasis en el análisis conceptual: A.P. Martinich hace una analogía entre el interés de la filosofía analítica en el análisis conceptual y la química analítica, la cual analiza composiciones químicas. Steven D. Hales describió la filosofía analítica como uno de tres tipos de método filosófico practicado en occidente: "en un orden aproximadamente inverso por su número de practicantes, la fenomenología, la filosofía ideológica y la filosofía analítica".
Scott Soames está de acuerdo respecto a que la claridad es importante: la filosofía analítica, dice, tiene "un compromiso implícito—aunque vacilante e imperfecto—con ideales de claridad, rigor y argumentación" y que "apunta a la verdad y el conocimiento, y no a la mejora moral o espiritual [...] el objetivo en filosofía analítica es descubrir qué es cierto, no proporcionar una receta útil para saber cómo vivir". Soames también menciona que la filosofía analítica está caracterizada por "una aproximación más paulatina. Hay, pienso, una presunción extendida dentro de la tradición de que es a menudo posible hacer progreso filosófico investigando de forma intensiva una gama pequeña y circunscrita de asuntos filosóficos, mientras que dejamos en espera cuestiones más amplias y sistemáticas".
Aunque difícil de determinar con exactitud, a grandes rasgos la filosofía analítica es una forma de aproximarse a los problemas filosóficos caracterizada principalmente por:
- Un especial interés en el estudio del lenguaje y el análisis lógico de los conceptos, considerando tanto la lógica formal, como el lenguaje ordinario. Este rasgo se encuentra prácticamente en todas las obras más representativas de la Filosofía Analítica desde sus orígenes, como en Principia Mathematica (1910-1913) de Russell y Whitehead, o como en el Tractatus Logico-Philosophicus (1921) de Wittgenstein.
- Una posición más bien escéptica respecto de la tradición metafísica. Esta característica encontró su punto más álgido en el neopositivismo del Círculo de Viena de Otto Neurath y Rudolf Carnap, quienes llegaron a adoptar la posición fuerte de que los enunciados metafísicos carecen de sentido, una vez sometidos al análisis lógico.[15]
- Una conexión con la tradición empirista, tanto en espíritu, estilo, foco y análisis filosófico (ver Empirismo lógico).
- Una autoproclamada afinidad con la investigación científica. En particular, con los conceptos de la física como paradigma de comprensión de lo real. Esta cualidad encuentra su lugar más evidente en el Fisicalismo, pero es un rasgo muy difundido dentro de la tradición analítica. (Sin embargo, filósofos como Steven Horst y Noam Chomsky y los neurocientíficos Gerald Edelman y Vilayanur Ramachandran han señalado que la investigación científica, que ocurre en las ciencias naturales, no adopta el fisicalismo ni el concepto de "ciencia" que caracteriza a la filosofía analítica).[16][17][18][19]
- Una contraposición respecto a otras tradiciones filosóficas. Principalmente en relación con la llamada Filosofía Continental, aunque también a las diferentes formas de Filosofía Oriental.

En la actualidad, junto con la Filosofía del lenguaje de los inicios, se han añadido nuevos temas dentro de la Filosofía Analítica, como la Filosofía de la Mente, la Filosofía de las ciencias, la Filosofía de las Matemáticas, la Epistemología y la Metafísica. Esto ha enriquecido enormemente la tradición analítica iniciada a principios del siglo pasado, pero también ha desdibujado los principios y límites característicos de esta corriente filosófica, razón por la cual resulta muy polémico intentar trazar una definición precisa del término en el presente.
Algunos pensadores tempranos que se asocian a la tradición analítica son Gottlob Frege, G. E. Moore, Bertrand Russell, Ludwig Wittgenstein, Karl Popper, Isaiah Berlin y los integrantes del Círculo de Viena, y más adelante Willard van Orman Quine, Saul Kripke, John Searle y Donald Davidson, entre muchos otros.

### Tradiciones
Los filósofos analíticos desarrollan investigaciones teóricas que, característicamente (aunque no de manera invariable), presentan estudios acerca de cómo los conceptos del lenguaje son, o pueden ser, expresados.
Por ejemplo, de acuerdo a una tradición en Filosofía Analítica, a veces referida bajo el nombre de formalismo, la definición de un concepto puede ser determinado revelando la estructura subyacente -o "forma lógica"- del enunciado utilizado para expresarlo. Así, una correcta representación de dichas estructuras, bajo el lenguaje simbólico de la lógica moderna, esclarecería cuales son las inferencias lógicas admisibles -desde y hacia- estos enunciados, estableciendo de este modo los límites lógicos del concepto en estudio.
Una segunda tradición, a veces comprendida bajo el nombre de Informalismo filosófico, de manera similar se propone estudiar las oraciones en las cuales los conceptos son expresados, pero enfatizando sus diversos usos en el lenguaje ordinario y situaciones cotidianas, esclareciendo así los conceptos mediante la observación de las diversas características que se reflejan en el actuar y hablar de las personas mismo.
Incluso entre los filósofos analíticos, cuyos enfoques no son esencialmente formalistas o informalistas, los problemas filosóficos son usualmente concebidos como problemas acerca de la naturaleza del lenguaje. Un influyente debate en ética analítica, por ejemplo, trataba acerca de si las sentencias que expresan juicios morales (tal como en "mentir es malo") son descripciones acerca de una característica del mundo, en cuyo caso las sentencias pueden ser verdaderas o falsas, o simplemente son expresión sentimentales del sujeto (comparable a exclamar "¡bravo!" o "¡bu!") en cuyo caso no tienen ningún valor de verdad. Así, los problemas filosóficos concernientes al bien y el mal, en filosofía analítica son tratados como un problema acerca del estatus lógico o gramatical de las declaraciones morales.

## Historia

### Orígenes

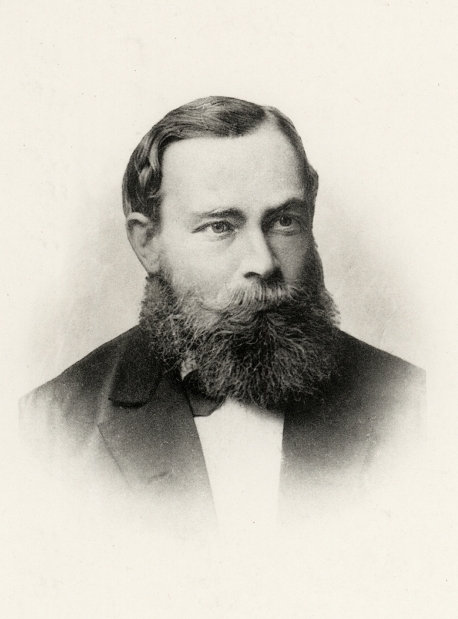
Gottlob Frege en 1878.

A finales del siglo XIX, la filosofía inglesa se encontraba fundamentalmente bajo la influencia del Idealismo Británico, desarrollado por autores como F.H. Bradley y Thomas Hill Green. Este movimiento estaba fuertemente vinculado a conceptos y términos del idealismo absoluto de Friedrich Hegel, lo que a su vez implicaba un quiebre respecto a la tradición empirista precedente.
Dentro de este ambiente intelectual, Bertrand Russell descubre los avances en lógica y matemática del filósofo alemán Gottlob Frege, cuyos trabajos habían sido virtualmente ignorados hasta ese momento por la comunidad intelectual. Contrario al idealismo imperante, la filosofía de Frege no se enfocaba en la construcción de sistemas filosóficos omniabarcantes (como en la Fenomenología del Espíritu de Hegel), sino que tenía un enfoque muchísimo más particular y riguroso: Frege buscó mostrar que las matemáticas y la lógica tenían una validez propia, independiente de los juicios o estados mentales de matemáticos y lógicos individuales (como sostenía el psicologismo de Husserl).
En su obra cumbre - llamada Conceptografía- Frege construye la lógica moderna a través de un cálculo de proposiciones y de predicados. Además, Frege desarrolló su filosofía de la lógica y de las matemáticas, y sobre todo la noción lógica de número, en ‘Fundamentos de la aritmética’ (1884) y ‘Leyes de la aritmética’ (1893 & 1904). Entre la publicación de ambas obras, Frege desarrolló a profundidad los conceptos semánticos de sentido y referencia, así como los lógicos de función, concepto y objeto.
Bertrand Russell y Alfred North Whitehead desarrollaron el logicismo de Frege, e intentaron mostrar a su vez que las matemáticas son reducibles a principios lógicos fundamentales. Los “Principia Mathematica” (1910-1913) alentaron a varios filósofos a tomar un renovado interés en el desarrollo de la lógica simbólica. Además, Russell adoptó la lógica como su herramienta filosófica primaria, una herramienta que pensó podía exponer la estructura subyacente de diversos problemas filosóficos. Por ejemplo, las siguientes tres oraciones, aunque similares en español, tiene tres diferentes significados en la lógica de predicados:
- en 'el gato “está” dormido’: el “está” de predicación dice que 'x es P': P(x)
- en 'ahí “hay” un gato”’: el hay de existencia dice que hay una x: ∃(x)
- en 'tres “es” la mitad de seis’: el “es” de identidad dice que x es lo mismo que y: x=y

Russell buscó resolver varios problemas filosóficos aplicando distinciones claras como las anteriores. Su análisis más famoso quizá sea el de las descripciones definidas en “Sobre la denotación”.

### Análisis de un lenguaje ideal
Más o menos de 1910 a 1930, filósofos analíticos como Russell y Ludwig Wittgenstein se enfocaron a crear un lenguaje ideal para el análisis filosófico que estaría libre de las ambigüedades del lenguaje ordinario que, según su visión, usualmente metía en problemas a los filósofos. En esta fase, Russell y Wittgenstein buscaron comprender el lenguaje, y por tanto los problemas filosóficos, haciendo uso de la lógica formal para formalizar las afirmaciones filosóficas. Wittgenstein desarrolló un sistema comprehensivo de atomismo lógico en su “Tractatus logico-philosophicus”. Ahí argumentó, de modo bastante críptico a lo largo de varias sentencias, que el mundo es la totalidad de los hechos, y los hechos pueden ser expresados en el lenguaje de lógica de predicados de primer orden. Así, el lenguaje es una “figura” del mundo que se puede construir expresando hechos atómicos en proposiciones atómicas ligándolas usando operadores lógicos.

### Positivismo lógico

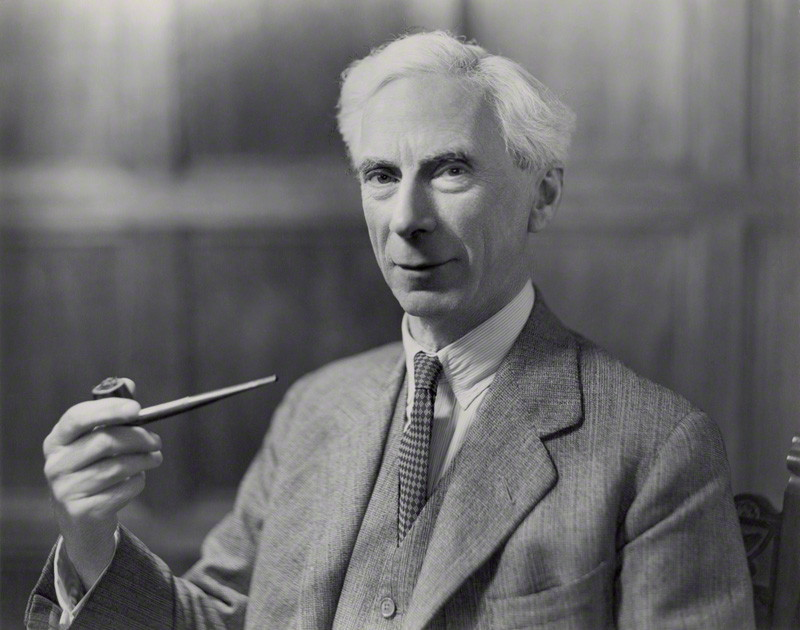
Bertrand Russell en 1936.

Entre las décadas de 1920 y 1940, el formalismo de Russell en los Principia Mathematica y Wittgenstein en el Tractatus logico-philosophicus fue tomado muy en serio por un grupo de pensadores en Viena y Berlín, quienes conformaron el Círculo de Viena y el Círculo de Berlín. Su doctrina se conoce como positivismo lógico (o empirismo lógico). El positivismo lógico usa herramientas lógicas formales para sostener una explicación empirista de nuestro conocimiento del mundo. Filósofos como Rudolf Carnap y Hans Reichenbach, junto con otros miembros del Círculo de Viena sostenían que las verdades de la lógica y las matemáticas eran tautologías y las de la ciencia eran aseveración empíricamente verificables. Estas dos constituían el universo entero de juicios con significado; cualquier otra cosa era un sinsentido. Las aseveraciones de la ética, la estética y la teología serían, de acuerdo con esto, pseudo-afirmaciones, ni verdaderas ni falsas, sino puro sinsentido carente de significado. La insistencia de Karl Popper en el rol de la falsación en filosofía de la ciencia constituyó una reacción a los positivistas lógicos. Con la llegada al poder de Hitler y el Nazismo en Alemania y Austria, muchos miembros de los círculos de Viena y Berlín se vieron obligados a huir debido a sus simpatías de izquierdas y el origen judío de algunos de ellos (como pasó con Carnap al ser socialista y pacifista, con Reichenbach por ser un activista en movimientos estudiantiles de izquierdas, o con Neurath al ser marxista-consejista e ideólogo de la República de Baviera). Moritz Schlick renunció a huir y fue asesinado por un fanático pronazi. Los que emigraron se refugiaron sobre todo en el Reino Unido y en Estados Unidos, lo que ayudó a reforzar el dominio del positivismo lógico y de la filosofía analítica en el mundo angloparlante.
Los positivistas lógicos típicamente consideraron que la filosofía tenía un rol bastante estrecho. La filosofía tendría que ver con la clarificación del pensamiento, más que con contenidos concretos propios. Los positivistas lógicos adoptaron el principio de verificación o verificacionismo, según el cual toda aserción con significado o bien es una proposición analítica o bien es susceptible de ser verificada a través de la experiencia. Esto condujo a los positivistas lógicos a rechazar muchos problemas filosóficos tradicionales, especialmente los de metafísica u ontología, por considerarlos carentes de significado.

### Análisis del lenguaje ordinario
Después de la Segunda Guerra Mundial hacia finales de la década de los cuarenta y durante la década de los cincuenta, la filosofía analítica dio un giro hacia el análisis del lenguaje ordinario. Este movimiento tuvo lugar en el auge de la filosofía tardía del en ocasiones llamado “segundo” Wittgenstein, misma que se distancia en algunos puntos centrales de su primera filosofía. En contraste con filósofos analíticos anteriores (incluido el primer Wittgenstein), quienes pensaban que los filósofos debían evitar las engañosas trampas del lenguaje natural construyendo lenguajes ideales, los filósofos del lenguaje ordinario sostuvieron que el lenguaje natural de hecho refleja un gran número de distinciones sutiles que suelen pasar inadvertidas en la formulación de teorías y problemas filosóficos tradicionales.
Mientras escuelas como el positivismo lógico se centraban en términos lógicos, supuestamente universales e independientes de factores contingentes como la cultura, el lenguaje, las condiciones históricas, etc., la filosofía del lenguaje ordinario enfatiza el uso del lenguaje que hacen los usuarios ordinarios. Esto, claro, acerca un poco más a la filosofía del lenguaje ordinario a disciplinas como la historia y la sociología.
Los filósofos del lenguaje ordinario más prominentes durante los años cincuenta fueron Austin y Ryle, además del propio Wittgenstein. Bajo su visión, los problemas filosóficos se disuelven, que no resuelven, mostrando que son resultado de malinterpretar el lenguaje ordinario. El ejemplo de Ryle del "Fantasma en la Máquina" y un sinfín a cargo de Wittgenstein, entre otros

### Después de 1960
A principios de la década de los cincuenta, el positivismo lógico había sido fuertemente desafiado por Wittgenstein en las “Investigaciones filosóficas”, Quine en “Dos dogmas del empirismo” y por Wilfrid Sellars en “El empirismo y la filosofía de la mente”. En los sesenta, tanto el positivismo lógico como la filosofía del lenguaje ordinario pasaron rápidamente de moda y la filosofía en lengua inglesa comenzó a incorporar un mayor rango de intereses, temas y métodos.[cita requerida] No obstante, hoy día la mayoría de los filósofos de Estados Unidos, Reino Unido y Australia se consideran a sí mismos “filósofos analíticos”. En gran medida la noción de “filosofía analítica” se extendió desde de los programas específicos que dominaron la filosofía anglófona antes de 1960 a una noción mucho más general de “estilo analítico”, caracterizado por la precisión y profundidad con respecto a un tema limitado y en oposición a “discusiones imprecisas y arrogantes sobre temas muy amplios”. Esta interpretación de la historia está muy lejos de ser universalmente aceptada, y los oponentes de la filosofía analítica restan mucha importancia al rol de Wittgenstein durante los sesenta y setenta. Peter Hacker, representa la visión de los seguidores de Wittgenstein cuando critica que mucha de la filosofía contemporánea que se dice a sí misma analítica realmente no merece el título. De acuerdo con él, a mitad de la década de los setenta, en parte por razones económicas, el centro de gravedad de la filosofía se trasladó de Gran Bretaña a los Estados Unidos, donde la influencia de Wittgenstein nunca fue definitiva. Aquí, bajo la influencia del creciente prestigio de ciertos desarrollos científicos y tecnológicos como las informática, la neurofisiología y la lingüística chomskyiana, los argumentos wittgensteinianos fueron relegados a un segundo término o descartados por completo. “Lo que desde la perspectiva de Wittgenstein eran enfermedades del intelecto, muchas a las que sucumbió en su juventud y en las que trabajó largo tiempo para extirparlas, surgieron nuevamente en formas violentamente mutadas”. (Hacker, p. 272)

## Filosofía analítica contemporánea
A pesar de que los filósofos contemporáneos que se autoidentifican como "analíticos" tienen intereses, suposiciones y métodos divergentes—y a menudo han rechazado las premisas fundamentales que definieron la filosofía analítica anterior a 1960—la filosofía analítica hoy día es normalmente considerada como siendo definida por un estilo de escritura particular, caracterizado por precisión, rigurosidad y exhaustividad sobre temas concretos, y resistencia a "discusiones imprecisas sobre temas amplios".
Durante el la década de los 1950, el positivismo lógico fue criticado de forma influyente por Wittgenstein en las Investigaciones Filosóficas, Quine en Dos Dogmas del Empirismo, Sellars en Empirismo y la Filosofía de Mente y Kuhn en La Estructura de las Revoluciones Científicas. En la década de 1960, la filosofía anglosajona empezó a incorporar una gama más amplia de intereses, opiniones, y métodos, alejándose del positivismo lógico y adoptando una posición más amplia conocida como naturalismo. Un gran número de filósofos ha seguido este camino, incluyendo autores como Richard Rorty, Phillip Kitcher, Jaegwon Kim, David Papineau, Daniel Dennett, Michael Ruse, Patricia Churchland, Paul Churchland y Jesse Prinz. Estos filósofos han adoptado de una manera u otra una postura de que la filosofía tiene continuidad con la ciencia, que la mente es biológica, histórica e influida por factores culturales y contextuales, dando la entrada a nuevos tipos de filosofía y a la aplicación de las técnicas de las ciencias a la filosofía (véase Filosofía Experimental). Estos filósofos se han ido alejando de la concepción del positivismo lógico de la filosofía como puro análisis conceptual a priori.
La mayoría de los filósofos en Gran Bretaña y Estados Unidos aún se consideran firmemente como "filósofos analíticos". Estos filósofos han ido expandiendo la idea original de "filosofía analítica" de los programas concretos que dominaron la filosofía anglosajona anterior a la década de 1960 a una idea mucho más general de un "estilo analítico" particular. La mayoría de las publicaciones profesionales en filosofía analítica se producen en revistas como Philosophical Review, Journal of Philosophy, Nous y Mind, entre otros. Mientras que los libros generalmente se publican en Oxford University Press, Cambridge University Press, Harvard University Press y Routledge, entre otros.
Algunos de los temas más importantes y activos de la filosofía analítica se resumen en las secciones siguientes.

### Filosofía de la mente y ciencias cognitivas
Motivado por el interés en el verificacionismo del positivismo lógico, el conductismo lógico fue la teoría más prominente en la filosofía de la mente en la filosofía analítica durante la primera mitad del siglo XX. Los conductistas sostenían que las declaraciones sobre la mente eran equivalentes a proposiciones sobre conducta y como disposiciones a comportarse de determinadas maneras, o bien que los estados mentales eran directamente equivalentes a conductas y disposiciones a comportarse de determinadas maneras. El conductismo devendría mucho menos popular más adelante, a favor del fisicalismo de tipo o el funcionalismo, teorías que identificaban estados mentales con estados cerebrales. David Malet Armstrong en su libro A Materialist Theory of the Mind (1968) intentó desarrollar sistemáticamente una visión materialista reduccionista de la mente.
Durante este periodo, temas de la filosofía de mente eran a menudo fuertemente relacionados con temas de ciencia cognitiva, como la modularidad de la mente o el innatismo. Finalmente, la filosofía analítica ha presentado un número de filósofos dualistas, y recientemente han resurgido ciertas formas de dualismo de propiedad. El representante más prominente de esta teoría es David Chalmers.
John Searle sugiere que la obsesión con la filosofía del lenguaje durante el siglo XX fue superada por un énfasis en la filosofía de la mente, en la cual el funcionalismo es actualmente la teoría dominante. En años recientes, un foco central de búsqueda en la filosofía de mente ha sido la conciencia. Mientras que hay un consenso general para el modelo de la conciencia global neuronal, hay opiniones divergentes en cuanto a los detalles específicos. Las teorías más conocidas son la heterofenomenología de Daniel Dennett, el representacionismo de Fred Dretske y Michael Tye, y las teorías de orden superior de David M. Rosenthal—quien defiende un modelo de pensamiento de orden superior (higher-order thought, HOT) —o David Armstrong y William Lycan—quienes defienden un modelo de percepción de orden superior (higher order perception, HOP). Una teoría de orden superior alternativa, la de los estados globales de orden superior (higher-order global states, HOGS) es defendida por Robert van Gulick.

### Ética
Existe una posición que afirma que la filosofía analítica eludió compromisos éticos al mantener una posición apolítica. Una descripción más detallada de esta afirmación sostiene que su foco en el empirismo y en la lógica simbólica significó que los pensadores, particularmente de la filosofía analítica temprana, no tuvieran ningún entusiasmo en hacer ética. Sería con la aparición de filósofos de lenguaje ordinario que la ética regresó como área de estudio para la filosofía analítica. Los filósofos que trabajan en la tradición analítica gradualmente han distinguido tres niveles de reflexión sobre la filosofía moral.
- Metaética, la cual investiga los conceptos morales y el lenguaje moral;[47]
- Ética normativa, la cual examina y produce juicios éticos;
- Ética aplicada, la cual investiga qué principios normativos deberían ser aplicados a casos difíciles, a menudo casos creados por tecnologías o conocimiento científico.

#### Metaética

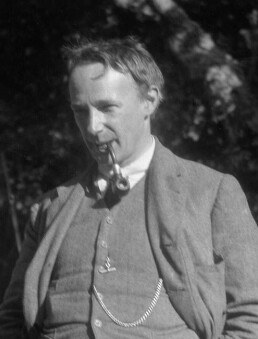
George Edward Moore en 1914.

La metaética durante el siglo XX tiene dos orígenes. El primer origen es la investigación de los términos éticos (ej. "bueno") de G.E. Moore en su Principia Ethica (1903), el cual identificó la falacia naturalista. Junto la distinción famosa de Hume entre el ser y el deber ser, la falacia naturalista fue un tema importante de investigación para los filósofos analíticos durante esta primera etapa.
El segundo origen es el positivismo lógico y su actitud de que las proposiciones que no son verificables empíricamente son sin sentido. A pesar de que aquella actitud fue adoptada originalmente para promover investigación científica y evitar elaborar grandes sistemas metafísicos, tuvo el efecto de considerar los juicios de valor (éticos y estéticos, así como afirmaciones religiosas) como carentes de sentido. Pero debido a que los juicios de valor son de importancia crucial para la vida humana, devino importante para el positivismo lógico desarrollar una teoría que explicara la naturaleza y el significado de las afirmaciones sobre juicios de valor. Como resultado, los filósofos analíticos evitaron la ética normativa, y en cambio empezaron investigaciones metaéticas sobre a la naturaleza de los términos, afirmaciones, y juicios morales.
Los positivistas lógicos consideraron que las proposiciones sobre juicios de valor—incluyendo todos los juicios éticos y estéticos—son no-cognitivos; aquello es, no pueden ser objetivamente verificados o probados como falsos. En su lugar, el positivismo lógico adoptó una teoría emotivista según la cual los juicios de valor meramente expresaban actitudes del hablante. Según esta teoría, afirmar, "matar es malo", es equivalente a afirmar, "¡Búu, matar!", o decir la palabra "asesinato" con un tono de voz de desaprobación.
A pesar de que el no-cognitivismo fue generalmente aceptado por muchos filósofos analíticos, el emotivismo tuvo muchas deficiencias teóricas y explicativas, por lo que evolucionó a teorías no-cognitivistas más sofisticadas, como el expresivismo de Charles Stevenson y el prescriptivismo universal de R.M. Hare, el cual estuvo basado en la teoría de J.L. Austin de los actos de habla.
Estas teorías tuvieron importantes críticos. Philippa Foot contribuyó con varios ensayos que atacaron todas estas teorías. El artículo de J.O. Urmson "On Grading" cuestionó la distinción entre el ser y el deber ser.
Al igual que el no-cognitivismo, la distinción entre el ser y el deber ser, y la falacia naturalista empezaron a ser cuestionadas, los filósofos analíticos mostraron interés renovado en las cuestiones tradicionales de la filosofía moral. Quizás la más influyente fue Elizabeth Anscombe, cuyo libro Intention fue considerado por Donald Davidson "el análisis más importante de la teoría de la acción desde Aristóteles". Anscombe, una estudiante y amiga de Ludwig Wittgenstein, publicó en 1958 su artículo "Modern Moral Philosophy" el cual introdujo el término "consecuencialismo" al léxico filosófico, declaró la distinción entre el ser y el deber ser como improductiva, así como resultó en un resurgimiento de la ética de la virtud.
En Ethics: Inventing Right and Wrong (1977), John Mackie defiende el escepticismo moral afirmando que "no hay valores morales objetivos". Argumenta que algunos aspectos del pensamiento moral son relativos, y que la moral objetiva requiere una característica intrínseca de acción intrínsecamente absurda (argumento de la rareza). Continúa argumentando que debido a esta ética se debe inventar, en lugar de descubrir.

#### Ética normativa
La primera mitad del siglo XX estuvo marcada por el escepticismo y cierta negligencia hacia la ética normativa. Temas relacionados, como la filosofía social y política, la estética y la filosofía de historia se volvieron temas marginales y periféricos para la filosofía anglosajona durante este periodo.
Durante este periodo, el utilitarismo fue el único tipo de ética no-escéptica que se mantuvo popular. Sin embargo, a medida que la influencia de positivismo lógico empezó a disminuir a mitad de siglo, los filósofos analíticos renovaron su interés por la ética. La publicación del artículo "Modern Moral Philosophy" de G.E.M. Anscombe en 1958 provocó un resurgimiento de la ética de la virtud de Aristóteles, y la Teoría de la Justicia de John Rawls en 1971 restauró el interés en la ética kantiana. Hoy día, la ética normativa contemporánea está dominada por tres escuelas: el utilitarismo, la ética de virtud, y la deontología.

#### Ética aplicada
Una característica significativa de la filosofía analítica desde la década de 1970 ha sido la aparición de la ética aplicada—un campo que estudia la aplicación de principios morales a asuntos prácticos concretos. Los filósofos que siguen esta línea ven a la ética como involucrando valores humanistas, los cuales involucran aplicaciones e implicaciones prácticas en la forma en la que las personas interactúan entre sí y dirigen sus vidas socialmente.
Algunos temas de interés especial para la ética aplicada incluyen la ética ambiental, los derechos de los animales, y los muchos retos creados por diversos avances médicos. En la educación, la ética aplicada trata temas como el castigo en las escuelas, igualdad de oportunidades educativa, y la educación requerida para el correcto funcionamiento de sistemas democráticos.

### Filosofía de la religión
En Analytic Philosophy of Religion, Harris argumenta que "la filosofía analítica ha sido un "movimiento" heterogéneo (...) algunas formas de filosofía analítica son cordiales con la filosofía de la religión y, de hecho, han dado un mecanismo filosófico para responder a otras formas más radicales y hostiles de filosofía analítica."
Al igual que con el estudio de la ética, la filosofía analítica tendió a evitar el estudio de la filosofía de religión, en gran parte rechazando el campo entero (como hizo el positivismo lógico) ya que las afirmaciones pertenecían a la metafísica y por tanto eran consideradas sin sentido. El declive del positivismo lógico renovó el interés por la filosofía de la religión, incitando a filósofos como William Alston, John Mackie, Alvin Plantinga, Robert Merrihew Adams, Richard Swinburne, y Antony Flew no solo a introducir problemas nuevos, sino también a volver a estudiar temas clásicos, como la naturaleza de los milagros, los argumentos sobre la existencia de Dios, el problema de mal, la racionalidad de creer en Dios, conceptos de la naturaleza de Dios, y más.
Filósofos como Charles Hartshorne, Norman Malcolm y Alvin Plantinga reabrieron la pregunta acerca de la validez y solidez del argumento ontológico adaptándolo a la lógica modal. William Lane Craig resucitó los argumentos islámicos a favor de la existencia de Dios ofreciendo una defensa contemporánea del argumento cosmológico Kalām. Richard Swinburne propuso un argumento teleológico basado en una probabilidad bayesiana del universo si hay un Dios que si no lo hay. Por otra parte, Plantinga, Mackie y Flew debatieron la validez lógica de la defensa del libre albedrío como forma de solucionar el problema de mal. Alston, trabajó en la naturaleza del lenguaje religioso dentro de la filosofía analítica del lenguaje. Adams trabajó en la relación entre fe y moral. La metafísica y la epistemología analíticas formaron la base de un número de argumentos teístas filosóficamente sofisticados, como la epistemología reformada de Plantinga.
Ciertos filósofos analíticos de la religión han estudiado autores como Wittgenstein, así como su interpretación de la filosofía de la religión de Søren Kierkegaard. A partir de obras de Wittgenstein como Investigaciones Filosóficas, Cultura y Valor, y otros trabajos, filósofos como Peter Winch y Norman Malcolm desarrollaron lo que ha sido llamado filosofía contemplativa, una escuela de pensamiento inspirada en Wittgenstein, la cual incluye a Rush Rhees, Peter Winch, y D.Z. Phillips, entre otros. El nombre "filosofía contemplativa" fue acuñado por D.Z. Phillips en Philosophy's Cool Place, el cual surge a partir de una interpretación de un pasaje de "Cultura y Valor" de Wittgenstein. Esta interpretación fue primero llamada "fideísmo wittgensteniano" por Kai Nielsen, pero quienes se consideran wittgensteinianos en la tradición de Swansea han rehusado repetidamente esta etiqueta como caricaturización del pensamiento de Wittgenstein. Respondiendo a esta interpretación, Kai Nielsen y D.Z. Phillips se volvieron dos de los filósofos más prominentes en la filosofía de religión de Wittgenstein. También algunos filósofos anglosajones (E. Anscombre, P. Geach, A. Kenny, P. Foot) han reinterpretado a Tomás de Aquino, inaugurando el “tomismo analítico” por J. Haldane.

### Filosofía política

#### Liberalismo

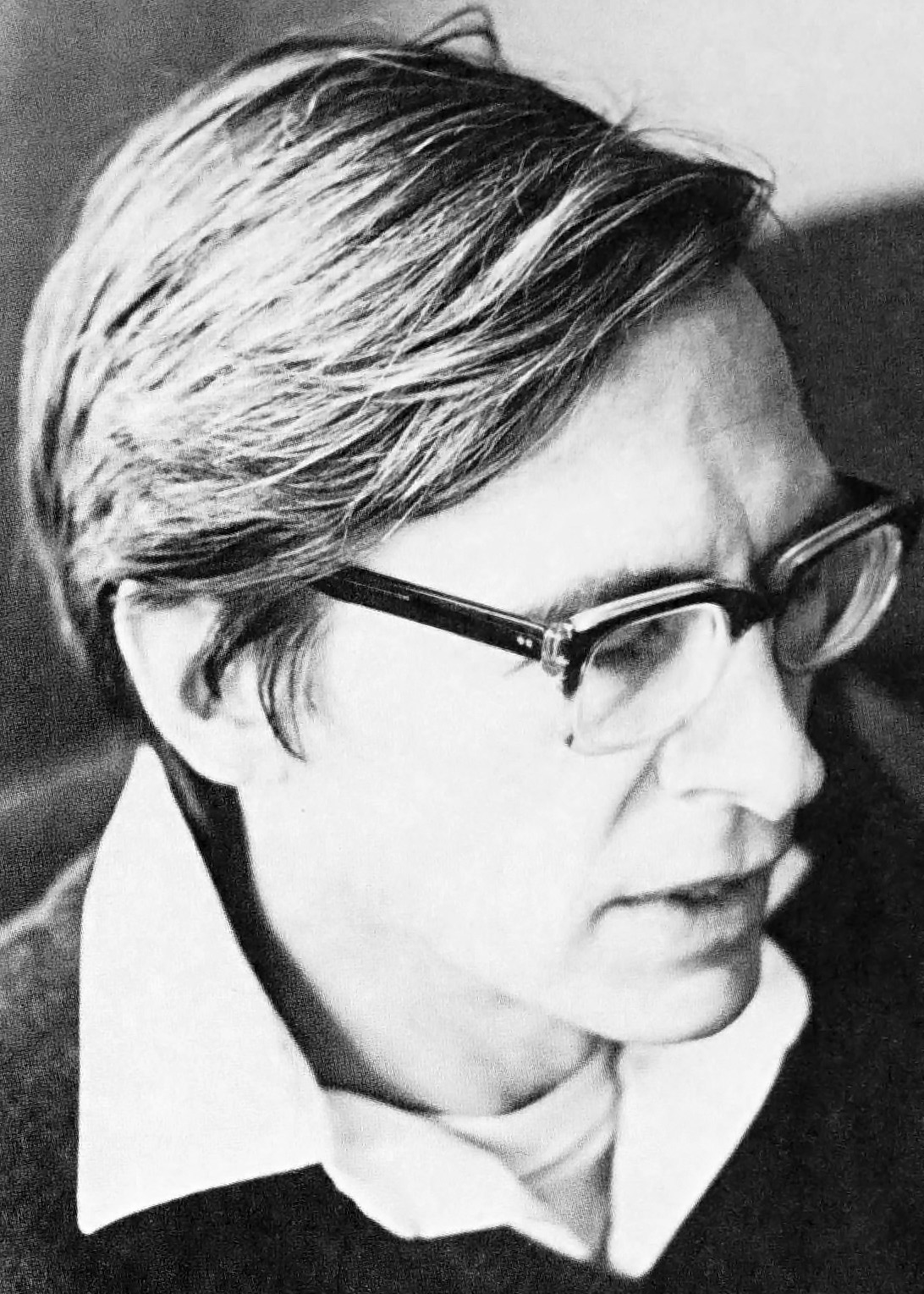
John Rawls en 1971.

La filosofía política analítica actual debe mucho a John Rawls, quien en una serie de artículos en la década de 1950 en adelante (principalmente "Dos Conceptos de Reglas" y "Justicia como Equidad") y su libro Teoría de la Justicia de 1971, produjo una teoría liberal egalitarista de justicia distributiva. Esta obra fue pronto respondida por el compañero de Rawls, Robert Nozick, quien en su libro Anarquía, Estado y Utopía produjo una influyente crítica a Rawls y una defensa del libertarianismo de libre mercado. Isaiah Berlín también tuvo una influencia duradera tanto en la filosofía política analítica como en el liberalismo a partir de su artículo Dos Conceptos de Libertad. El consecuencialismo libertario también deriva de la tradición de la filosofía analítica.
Durante las décadas recientes también ha habido varias críticas al liberalismo, incluyendo las críticas feministas de Catharine MacKinnon y Andrea Dworkin, las críticas comunitaristas de Michael Sandel y Alasdair MacIntyre, y las críticas multiculturalistas de Amy Gutmann y Charles Taylor. A pesar de que no es un filósofo analítico, Jürgen Habermas es otro autor importante—aunque polémico—dentro de la filosofía política analítica contemporánea, cuya teoría social es una mezcla entre ciencias sociales, marxismo, neo-kantismo, y pragmatismo americano.

#### Marxismo analítico
Otro desarrollo dentro de la filosofía política analítica es la aparición de la escuela del marxismo analítico. Los miembros de esta escuela buscan aplicar técnicas de filosofía analítica y ciencias sociales contemporáneas (como la teoría de la elección racional) para aclarar las teorías de Karl Marx y sus sucesores. El miembro más conocido de esta escuela es G.A. Cohen, cuyo trabajo de 1978, Teoría de la Historia de Karl Marx: Una Defensa, es generalmente considerado como la génesis de esta escuela. En este libro, Cohen utilizó análisis lógico y lingüístico para aclarar y defender la concepción materialista de la historia de Marx. Los miembros más destacados de este grupo son Gerald Cohen, John Roemer, Jon Elster, Adam Przeworski, Erik Olin Wright, Philippe van Parijs y Robert-Jan van der Venn. El trabajo de estos filósofos ha continuado la línea de Cohen al traer métodos contemporáneos de ciencias sociales, como la teoría de la elección racional, para suplementar el uso de Cohen de técnicas de la filosofía analítica para interpretar la teoría marxista. Desarrollada desde finales de los años 1970s, el marxismo analítico o "Non-Bullshit Marxism" tenía como objetivo, en palabras de David Miller, ofrecer "un pensamiento claro y riguroso acerca que las cuestiones que habitualmente se encuentran ocultas por una niebla ideológica". Nótese la apelación a la claridad y a la rigurosidad como herencia del estilo de la filosofía analítica.
Cohen más adelante respondería directamente a la filosofía política rawlsiana para defender una teoría de la justicia socialista, contrastando tanto con el marxismo tradicional como con las teorías de justicia defendidas por Rawls y Nozick. En particular, indica el principio de Marx de cada según sus capacidades, a cada cual según sus necesidades como el fundante para su teoría.

#### Comunitarismo
Comunitaristas como Alasdair MacIntyre, Charles Taylor, Michael Walzer y Michael Sandel utilizan técnicas de la filosofía analítica para criticar al liberalismo, aislando los supuestos y premisas principales de liberales individualistas como Rawls y desafiando tales supuestos. En particular, los comunitaristas desafían el supuesto liberal de que el individuo puede ser considerado como plenamente autónomo, como abstraíble de la comunidad en la que vive y en la que se ha criado. Argumentan por una concepción del individuo enfatizando el rol que juega la comunidad en formar sus valores, procesos de pensamiento y opiniones.

### Metafísica analítica
Una enorme diferencia respecto a la filosofía analítica de la primera mitad de siglo XX es el resurgimiento de las teorías metafísica durante la segunda mitad del siglo. Filósofos como David Lewis y David Armstrong desarrollaron teorías en una gama de temas como los universales, la causalidad, la posibilidad y la necesidad, y los objetos abstractos.
Los desarrollos que resultaron en el resurgimiento de la metafísica incluyen el ataque de Quine a la distinción analítico-sintético, la cual debilitó la distinción del positivismo lógico de Carnap entre cuestiones internas a un marco ("framework") y aquellas externas. Importante también para el resurgimiento de la metafísica fue el desarrollo de la lógica modal, incluyendo el trabajo de Saul Kripke, quién argumentó en El Nombrar y la Necesidad y a favor de la existencia de las esencias y la posibilidad de verdades necesarias a posteriori.
La metafísica volvió a ser un tema relevante de investigación al recuperarse de las críticas de A.J. Ayer y del positivismo lógico, y muchas discusiones actuales son continuaciones de debates de hace décadas o siglos. La filosofía de la ficción, el problema de nombres sin referencia y el debate de la existencia una propiedad son todas devienen preocupaciones metafísicas importantes, mientras asuntos perennes como el libre albedrío, los mundos posibles, y la filosofía de tiempo ha sido revividos como temas de investigación.
La ciencia ha también ha tenido una función cada vez más significativa en la metafísica. La teoría de relatividad especial ha tenido un efecto profundo en la filosofía de tiempo, y la física cuántica es a menudo discutida en campo del libre albedrío. El peso dado a la evidencia científica es en gran parte debido a compromisos extendidos entre filósofos afines al naturalismo y el realismo científico. Las críticas de Richard Rorty se centraron en cuestionar la filosofía basada en la metafísica que parece obsesionada con ponerse en un lugar privilegiado desde el cual someter y limitar toda la realidad bajo el juicio soberano de una razón omnipotente (crítica que inauguró con su best seller de 1979 La filosofía y el espejo de la naturaleza).

### Filosofía del lenguaje

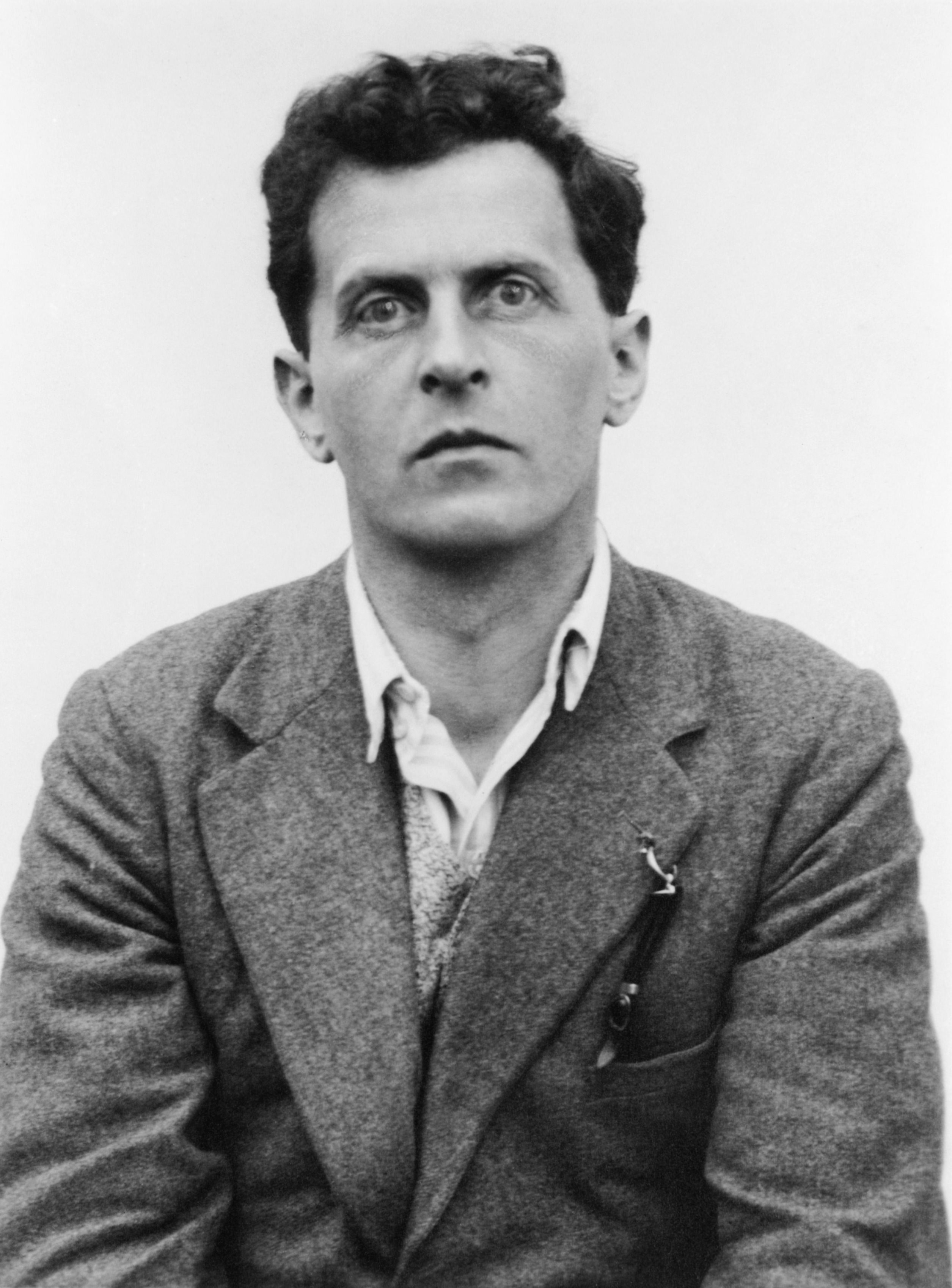
Retrato de Wittgenstein en 1929.

La filosofía del lenguaje fue central durante la primera mitad del siglo XX, y empezó a perder preponderancia durante la segunda mitad del siglo. De hecho, a pesar de que el debate continúa, muchas de las grandes figuras influyentes quedaron definidas durante la primera mitad del siglo XX: Gottlob Frege, Bertrand Russell, Ludwig Wittgenstein, J.L. Austin, Alfred Tarski, y W.V.O. Quine.
La obra El Nombrar y la Necesidad de Saul Kripke argumentó de una forma influyente que defectos en las teorías de nombres propios (como la de Gottlob Frege y la de Bertrand Russell) indican malentendidos sobre la metafísica de la necesidad y la posibilidad. Combinando las técnicas de lógica modal a una teoría causal de la referencia, Kripke es ampliamente considerado como el filósofo que revivió las teorías esencialistas y las discusiones sobre identidad metafísica como temas de discusión filosófica respetable.
Otro filósofo influyente, Pavel Tichý, desarrolló la Lógica Intensional Transparente, una teoría original de análisis lógico del lenguaje natural. La teoría se dedica al problema de decir exactamente qué es lo que aprendemos, sabemos y podemos comunicar cuando entendemos lo que significa una frase.
Richard Rorty postuló una concepción del lenguaje como una herramienta (a la manera de Wittgenstein y sus juegos del lenguaje) y no como una forma de conocimiento. El desenlace lógico debe de llevar a la constitución un nuevo paradigma filosófico.

### Filosofía de la ciencia

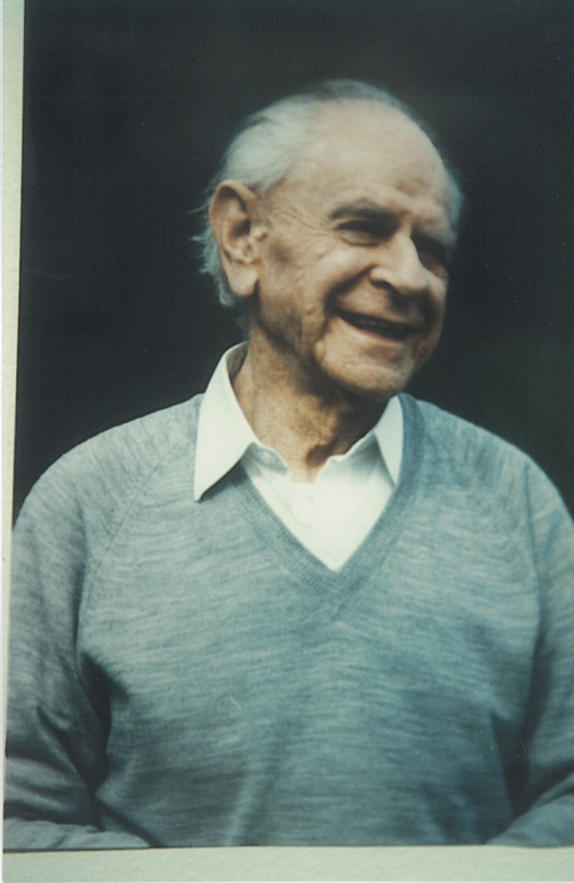
Retrato de Karl Popper en 1987.

Reaccionando contra el verificacionismo del positivismo lógico, así como de las críticas del filósofo de la ciencia Karl Popper, quien había sugerido el criterio de falsabilidad para demarcar la distinción entre ciencia y pseudociencia, las discusiones de la filosofía de la ciencia durante la segunda mitad del siglo XX estuvieron dominadas por las teorías constructivistas sociales y relativistas de la ciencia. Esto ha abierto la puerta a análisis sociológicos (Programa Fuerte, Sociología de la ciencia) y antropológicos (Bruno Latour) de la ciencia.
Thomas Kuhn, con su formulación de los cambios de paradigma, y Paul Feyerabend, con su anarquismo epistemológico, fueron importantes líderes teóricos de estas discusiones. La filosofía de la biología también ha experimentado un crecimiento considerable, particularmente debido al debate reciente sobre la naturaleza de la teoría de la evolución, particularmente respecto a la selección natural. El libro La Peligrosa Idea de Darwin, publicado por Daniel Dennett en 1995, es una defensa importante del Neo-darwinismo. Algunos filósofos de la ciencia actuales son Ian Hacking, Nancy Cartwright, Susan Haack, Bas van Fraassen, Michael Friedman, Larry Laudan y Alexander Rosenberg.
Una variedad del realismo científico es el realismo científico bungeano es formulada por el filósofo argentino Mario Bunge que se caracteriza por ser un sistema de una conjunción de siete tesis realistas. De allí que Bunge llame también hilorrealismo a su especial versión del realismo científico, porque siempre va de la mano de la tesis ontológica materialista.

### Epistemología
Debiendo en gran parte al artículo de Gettier "Is Justified True Belief Knowledge?" de 1963, la epistemología tradicional resurgió como un tema en la filosofía analítica. Una gran parte de la investigación actual en epistemología consiste en la búsqueda de un criterio que evite los contraejemplos que Gettier presentó al modelo tradicional de Conocimiento como Creencia Verdadera Justificada, incluyendo desarrollar teorías de la justificación para acomodar los contraejemplos de Gettier o dando alternativas al modelo de Creencia Verdadera Justificada (ver Problema de Gettier). Otros temas actuales de investigación incluyen debates entre el internalismo y el externalismo, el conocimiento básico, la naturaleza de la evidencia, el valor del conocimiento, la suerte epistémica, la epistemología de virtud, la función de las intuiciones y su rol en la justificación, y el conocimiento como concepto primitivo.
Richard Rorty abogó por una nueva forma de pragmatismo (a veces llamado neopragmatismo) en el que los métodos científicos y filosóficos forman simplemente un conjunto de "vocabularios" contingentes que las personas abandonan o adoptan con el tiempo de acuerdo con las convenciones sociales y su utilidad. Rorty criticó que abandonar los relatos representacionalistas del conocimiento y el lenguaje conduciría a un estado mental al que se refirió como "ironismo",, incorporando pragmatismo con naturalismo darwinista. Creía que sin los relatos representacionalistas y sin metáforas entre los mente y el mundo, la sociedad humana se comportaría de manera más pacífica.

### Estética
A raíz de ataques a las ideas estéticas tradicionales de belleza y sublimidad por parte de los pensadores posmodernos, los filósofos analíticos no se centraron demasiado en los temas artísticos y de juicio estético. Susanne Langer y Nelson Goodman escribieron sobre estos problemas en un estilo analítico durante las décadas de 1950 y 1960. Desde entonces, la estética como disciplina para filósofos analíticas ha crecido mucho. Guy Sircello ha hecho esfuerzos rigurosos por analizar conceptos estéticos tradicionales, resultando en nuevas teorías analíticas sobre el amor, lo sublime, y la belleza.